# Estadio Inca Garcilaso de la Vega
El Estadio Inca Garcilaso de la Vega es un estadio de fútbol ubicado en la ciudad peruana del Cusco, a 3402 m s. n. m. Es propiedad del Instituto Peruano del Deporte (IPD) y cuenta con una capacidad de 42 000 espectadores.  Es el tercer estadio más grande del Perú y en él juegan sus partidos de local los clubes Cienciano, Cusco F. C. y Deportivo Garcilaso de la Primera División del Perú.

## Historia
Fue inaugurado en 1958 con un aforo de aproximadamente 22 000 espectadores. Sin embargo, con ocasión de la realización de la Copa América 2004 en el Perú, el estadio fue ampliado a su capacidad actual de 45 056 espectadores. En la inauguración de las luces artificiales jugaron Cienciano y la Selección paraguaya saliendo victorioso el cuadro imperial. En 2013 se cerró el estadio para una nueva remodelación; sin embargo, las obras se paralizaron por falta de presupuesto al poner gras sintético, sin ser inaugurado fue modificado a gras natural. El Garcilaso fue reabierto a mediados del 2014 aunque con un aforo parcial de 14 000 espectadores.
En el recinto cusqueño ha albergado tres finales de Primera División en 2001, 2006 y 2012, además de una final de Copa Perú en 2011. Asimismo, ha sido sede de encuentros internacionales de Cienciano y Cusco F. C. (antes Real Garcilaso) tanto de Copa Libertadores como Copa Sudamericana.
El estadio Inca Garcilaso de la Vega fue el primero con iluminación inteligente en Perú, utilizando el sistema Interact Sports para un control completo de 168 luminarias LED, permitiendo la activación y desactivación instantánea, así como atenuación de la iluminación, además de ofrecer espectáculos de luces personalizados para entretener a los fanáticos antes, durante y después de los eventos.

## Partidos internacionales de selecciones

### Copa América 2004
| Fecha      | Local    | Resultado | Visitante | Competición       |
| ---------- | -------- | --------- | --------- | ----------------- |
| 24-07-2004 | Colombia | 1 - 2     | Uruguay   | Copa América 2004 |

## Partidos internacionales de clubes
| Fecha      | Local               | Resultado | Visitante              | Competición            |
| ---------- | ------------------- | --------- | ---------------------- | ---------------------- |
| 08-02-2002 | Cienciano           | 3 - 0     | 12 de Octubre          | Copa Libertadores 2002 |
| 03-04-2002 | Cienciano           | 2 - 1     | Grêmio                 | Copa Libertadores 2002 |
| 09-04-2002 | Cienciano           | 2 - 0     | Oriente Petrolero      | Copa Libertadores 2002 |
| 23-04-2002 | Cienciano           | 0 - 1     | América                | Copa Libertadores 2002 |
| 07-08-2003 | Cienciano           | 1 - 0     | Alianza Lima           | Copa Sudamericana 2003 |
| 25-09-2003 | Cienciano           | 4 - 0     | Universidad Católica   | Copa Sudamericana 2003 |
| 29-10-2003 | Cienciano           | 2 - 1     | Santos                 | Copa Sudamericana 2003 |
| 04-12-2003 | Cienciano           | 1 - 0     | Atlético Nacional      | Copa Sudamericana 2003 |
| 31-08-2004 | Cienciano           | 6 - 1     | Carabobo               | Copa Sudamericana 2004 |
| 05-10-2004 | Cienciano           | 2 - 2     | Liga de Quito          | Copa Sudamericana 2004 |
| 09-02-2005 | Cienciano           | 1 - 5     | Chivas Guadalajara     | Copa Libertadores 2005 |
| 08-02-2006 | Cienciano           | 0 - 1     | Chivas Guadalajara     | Copa Libertadores 2006 |
| 14-03-2006 | Cienciano           | 2 - 1     | Caracas                | Copa Libertadores 2006 |
| 12-04-2006 | Cienciano           | 0 - 2     | São Paulo              | Copa Libertadores 2006 |
| 21-02-2007 | Cienciano           | 1 - 2     | Toluca                 | Copa Libertadores 2007 |
| 08-03-2007 | Cienciano           | 5 - 1     | Bolívar                | Copa Libertadores 2007 |
| 04-04-2007 | Cienciano           | 3 - 0     | Boca Juniors           | Copa Libertadores 2007 |
| 02-02-2008 | Cienciano           | 1 - 0     | Montevideo Wanderers   | Copa Libertadores 2008 |
| 14-02-2008 | Cienciano           | 2 - 1     | Nacional               | Copa Libertadores 2008 |
| 11-03-2008 | Cienciano           | 1 - 0     | Coronel Bolognesi      | Copa Libertadores 2008 |
| 09-04-2008 | Cienciano           | 0 - 3     | Flamengo               | Copa Libertadores 2008 |
| 20-08-2009 | Cienciano           | 2 - 0     | Liverpool              | Copa Sudamericana 2009 |
| 30-09-2009 | Cienciano           | 0 - 2     | San Lorenzo            | Copa Sudamericana 2009 |
| 13-02-2013 | Real Garcilaso      | 1 - 1     | Independiente Santa Fe | Copa Libertadores 2013 |
| 02-04-2013 | Real Garcilaso      | 0 - 3     | Deportes Tolima        | Copa Libertadores 2013 |
| 10-04-2013 | Real Garcilaso      | 5 - 1     | Cerro Porteño          | Copa Libertadores 2013 |
| 25-04-2013 | Real Garcilaso      | 1- 0      | Nacional               | Copa Libertadores 2013 |
| 22-05-2013 | Real Garcilaso      | 1 - 3     | Independiente Santa Fe | Copa Libertadores 2013 |
| 24-08-2016 | Real Garcilaso      | 2 - 2     | Palestino              | Copa Sudamericana 2016 |
| 01-03-2018 | Real Garcilaso      | 2 - 0     | Santos                 | Copa Libertadores 2018 |
| 03-04-2018 | Real Garcilaso      | 0 - 0     | Nacional               | Copa Libertadores 2018 |
| 01-05-2018 | Real Garcilaso      | 0 - 0     | Estudiantes La Plata   | Copa Libertadores 2018 |
| 29-01-2019 | Real Garcilaso      | 2 - 1     | Deportivo La Guaira    | Copa Libertadores 2019 |
| 08-03-2022 | Cienciano           | 1 - 1     | FBC Melgar             | Copa Sudamericana 2022 |
| 04-04-2024 | Deportivo Garcilaso | 3 - 2     | Metropolitanos         | Copa Sudamericana 2024 |
| 23-04-2024 | Deportivo Garcilaso | 1 - 1     | Cuiabá                 | Copa Sudamericana 2024 |
| 09-05-2024 | Deportivo Garcilaso | 0 - 2     | Lanús                  | Copa Sudamericana 2024 |
| 01-04-2025 | Cienciano           | 0 - 0     | Atletico Mineiro       | Copa Sudamericana 2025 |
| 08-05-2025 | Cienciano           | 3 - 1     | Caracas FC             | Copa Sudamericana 2025 |
| 15-05-2025 | Cienciano           | 4 - 0     | Deportes Iquique       | Copa Sudamericana 2025 |

## Finales y Definiciones
| Fecha      | Local            | Resultado   | Visitante        | Competición                         |
| ---------- | ---------------- | ----------- | ---------------- | ----------------------------------- |
| 26-12-2001 | Cienciano        | 1 - 0       | Alianza Lima     | Final Descentralizado 2001 (Vuelta) |
| 26-07-2005 | Cienciano        | 1 - 0       | Unión Huaral     | Torneo Apertura 2005                |
| 23-12-2006 | Cienciano        | 1 - 0       | Alianza Lima     | Final Descentralizado 2006 (Ida)    |
| 11-12-2011 | Real Garcilaso   | 3 - 1       | Pacífico FC      | Final Copa Perú 2011 (Ida)          |
| 02-12-2012 | Real Garcilaso   | 0 - 1       | Sporting Cristal | Final Descentralizado 2012 (Ida)    |
| 26-11-2017 | U. César Vallejo | 1(2) - 1(4) | Sport Boys       | Final Segunda División 2017         |
| 10-11-2019 | Cienciano        | 4 - 2       | Santos Nazca     | Final Liga 2 2019                   |